# Hersica
Hersica je přírodní památka v okrese Blansko. Důvodem ochrany jsou mokřadní společenstva s přirozenými olšinami a vysokým výskytem bledule jarní (Leucojum vernum).

## Fotogalerie

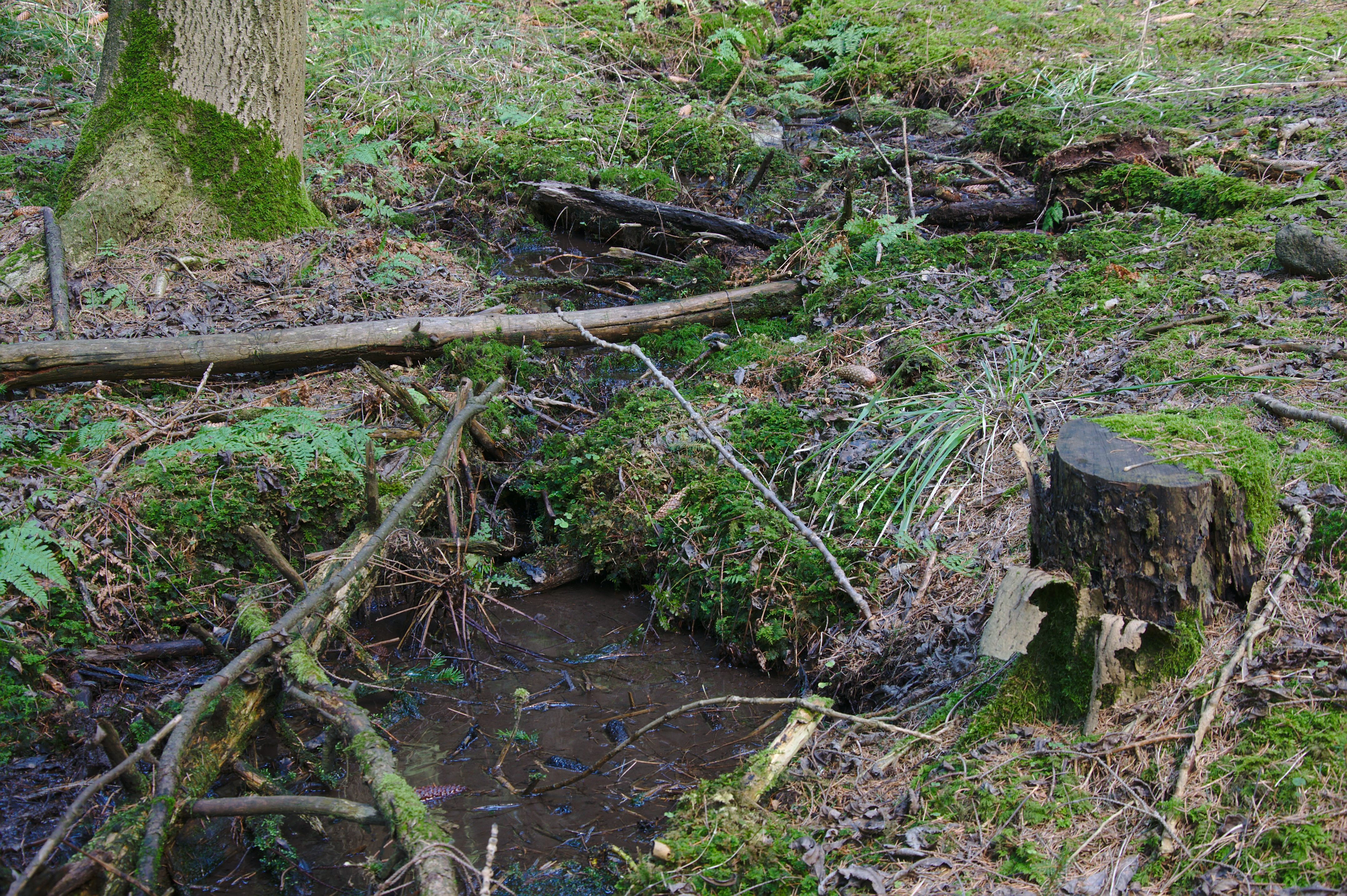
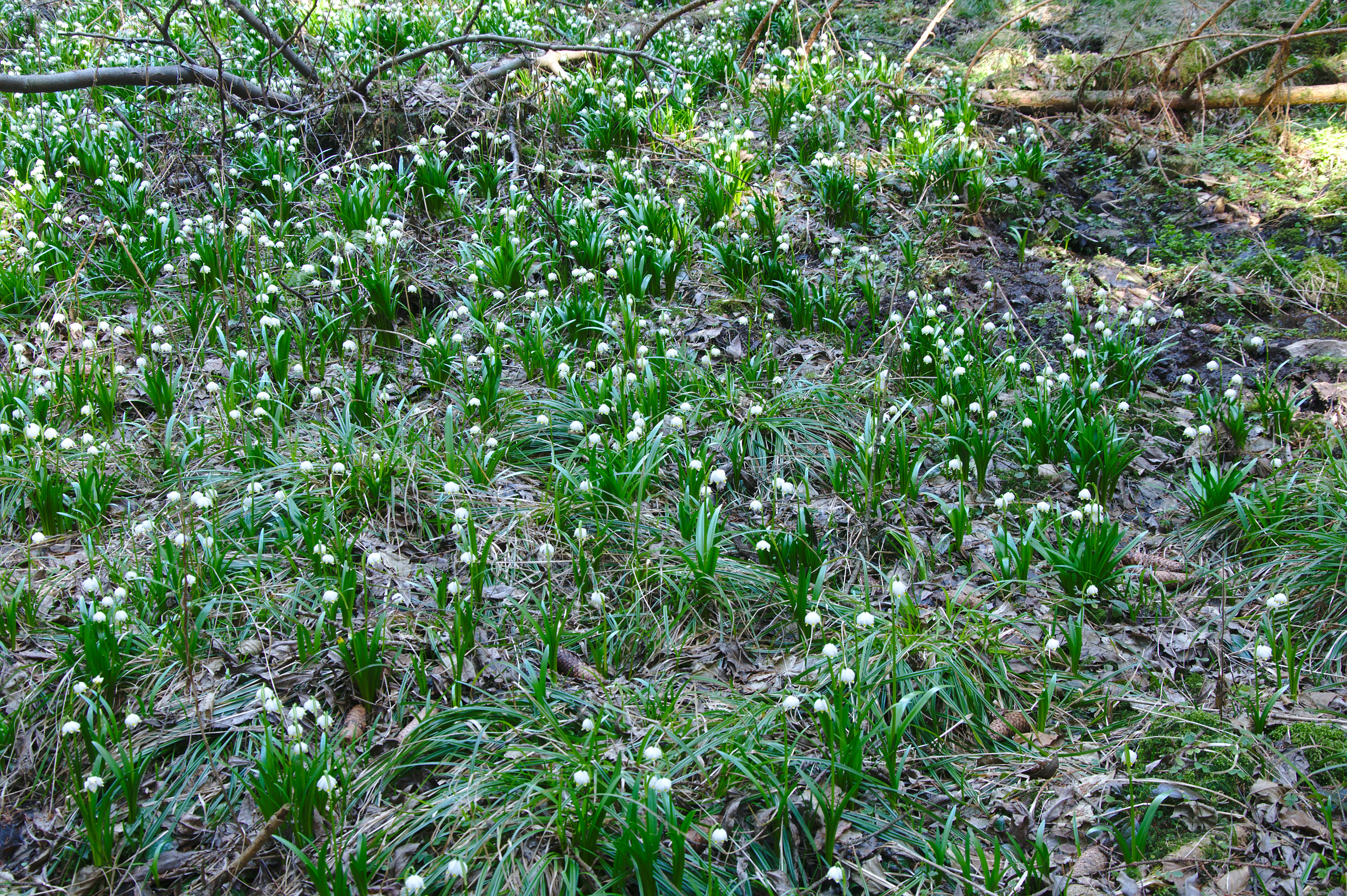
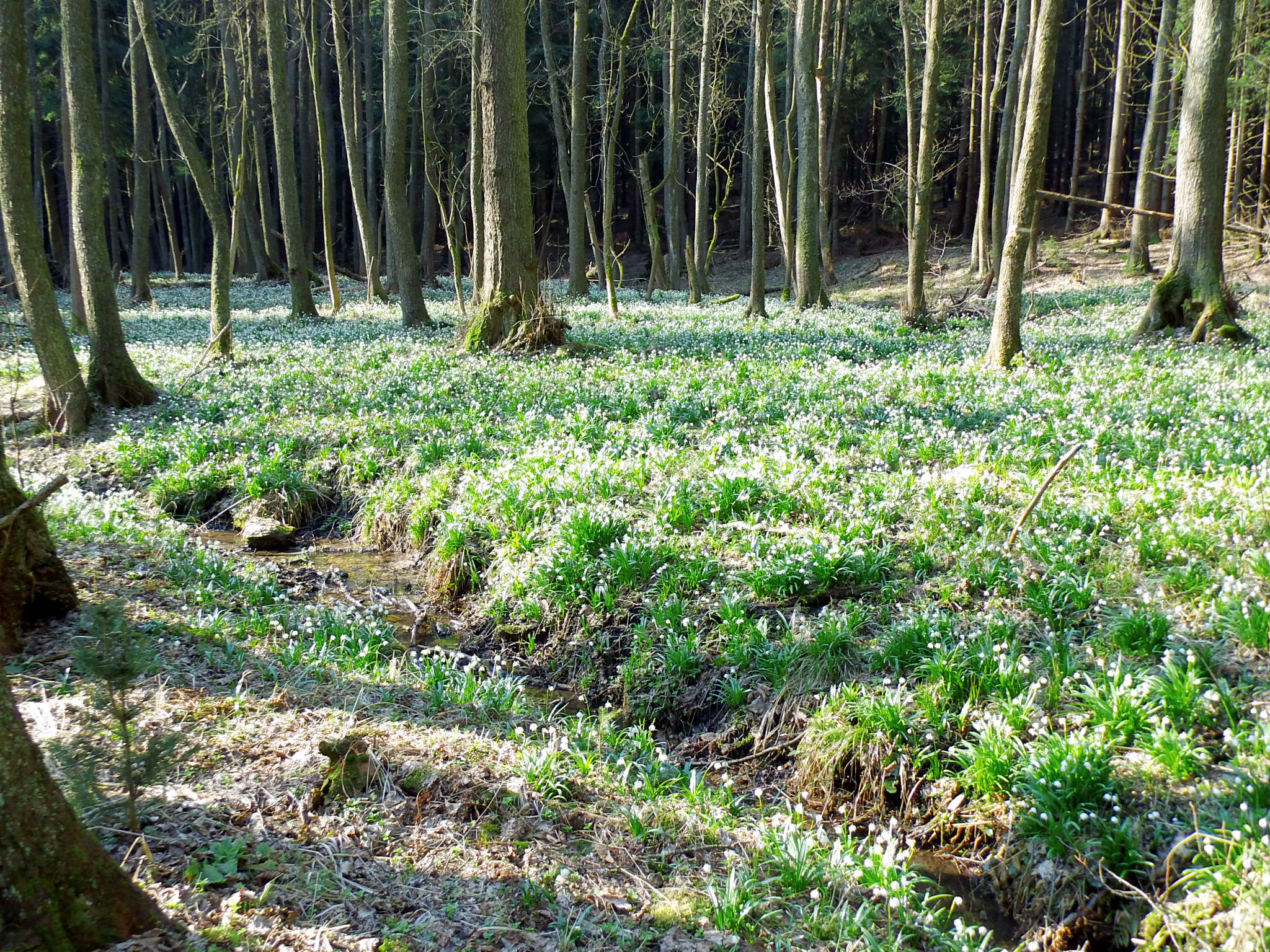